# Megaselia orbata
Megaselia orbata är en tvåvingeart som beskrevs av Borgmeier 1967. Megaselia orbata ingår i släktet Megaselia och familjen puckelflugor. Inga underarter finns listade i Catalogue of Life.